# Михаило Стевановић
Михаило Стевановић (Стијена Пиперска, 3. април 1903 — Београд, 14. јануар 1991) био је српски филолог и професор Филолошког факултета Универзитета у Београду, члан Српске академије наука и уметности, дугогодишњи директор Института за српскохрватски језик.
Бавио се дијалектологијом и питањима савременог српскохрватског језика. Уређивао је Српски дијалектолошки зборник, Јужнословенски филолог, Наш језик, Речник српскохрватског књижевног језика Матице српске и Речник језика Петра Петровића Његоша. Објавио је више од шест стотина радова. Главни су Источноцрногорски дијалекат, Ђаковачки говор, Функције и значења глаголских времена, Граматика српскохрватског језика и монументално дело Савремени српскохрватски језик, у чијем првом тому су, сем увода, обрађене фонетика и морфологија нашег језика, а у другом синтакса.
Добио је, тада престижну, Седмојулску награду 1973. године.
На десетогодишњицу смрти професора Михаила Стевановића објављена је књига Живот у знаку науке Драга Чупића, у издању Унирекса из Подгорице и Атее из Београда, у целини посвећена биографији и научном делу једног од најзначајнијих следбеника Александра Белића.

## Важнији наслови
- Стевановић, Михаило (1940). Посесивне форме у српскохрватском језику. Скопље: Штампарија "Јужна Србија".
- Стевановић, Михаило (1949). „Двојство облика посесивних придева и заменица на -ов и -ин”. Наш језик. 1 (1-2): 24—38.
- Стевановић, Михаило (1953). „Око назива нашег језика”. Наш језик. 4 (9-10): 316—322.
- Стевановић, Михаило (1955). „О сложеницама типа "народнорепубликанац" и поводом њих”. Наш језик. 6 (5-6): 153—159.
- Стевановић, Михаило (1970) [1964]. Савремени српскохрватски језик (граматички системи и књижевнојезичка норма): Увод, фонетика, морфологија. 1 (2. изд.). Београд: Научна књига.